# Adieu de Slavianka

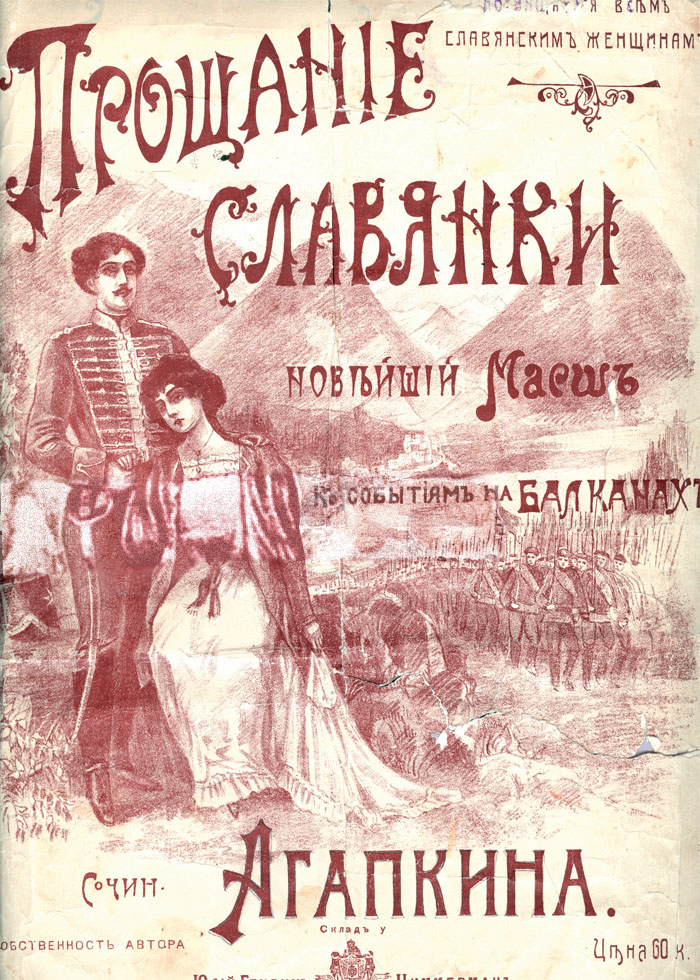
Adieu de Slavianka

L'Adieu de Slavianka (en russe : Прощание славянки, Prochtchanie Slavianki) est une marche patriotique russe, écrite par le compositeur Vassili Agapkine en l'honneur des femmes bulgares disant adieu à leurs maris en partance pour la Première Guerre balkanique. La marche fut représentée pour la première fois à Tambov en 1912 et sortit ensuite en disque. Slavianka signifie « slave » au féminin.
La mélodie obtint une rapide popularité en Russie, mais aussi dans les pays voisins pendant la Première Guerre mondiale, alors que les soldats russes quittaient leurs foyers au son de cette musique. Cette marche fut également utilisée comme hymne non officiel de l'Armée blanche de l'amiral Alexandre Vassilievitch Koltchak.
On crut longtemps[Qui ?], à tort, qu'avant son utilisation dans le film Quand passent les cigognes (1957), la chanson était bannie d'Union soviétique à cause de son association au régime tsariste et au mouvement contre-révolutionnaire. Ce n'était pas le cas. Cette marche fut publiée dans une collection non officielle de chants de l'Armée rouge, et elle fut réenregistrée au début des années 1940, par un orchestre militaire sous la direction d'Ivan Petrov (1906-1975). Cette marche était et est toujours fréquemment jouée lors des parades militaires sur la Place Rouge.
En conséquence, plusieurs compositeurs russes et polonais essayèrent d'écrire des paroles adéquates à cet air. Pendant les années 1990, le parti Iabloko fit pression pour que la marche soit adoptée en tant qu'Hymne national de la Russie, mais sans succès. Actuellement, la marche est reconnue comme hymne de l'oblast de Tambov. On entend fréquemment cet air au départ des bateaux traversant la Volga, et dans le Transsibérien qui relie Moscou à Vladivostok. Le Train no 2, alors appelé « Ukraine », partait habituellement de Kiev pour Moscou au son de cet air.

## Textes
| Прощание славянки: В. Агапкин, В. Лазарев | Встань за веру, Русская земля! В. И. Агапкин, А. Мингалев | Прощание славянки: Советский вариант 70-х годов. | Прощание славянки: Стихи М. Щербакова 1987 г. |
| --- | --- | --- | --- |
| Наступает минута прощания, Ты глядишь мне тревожно в глаза, И ловлю я родное дыхание, А вдали уже дышит гроза. Дрогнул воздух туманный и синий, И тревога коснулась висков, И зовет нас на подвиг Россия, Веет ветром от шага полков. Прощай, отчий край, Ты нас вспоминай, Прощай, милый взгляд, Прости-прощай, прости-прощай… Летят-летят года, Уходят во мглу поезда, А в них — солдаты. И в небе темном Горит солдатская звезда. А в них — солдаты. И в небе темном Горит солдатская звезда. Прощай, отчий край, Ты нас вспоминай, Прощай, милый взгляд, Прости-прощай, прости-прощай… Лес да степь, да в степи полустанки. Свет вечерней и новой зари - Не забудь же прощанье Славянки, Сокровенно в душе повтори! Нет, не будет душа безучастна - Справедливости светят огни… За любовь, за великое братство Отдавали мы жизни свои. Прощай, отчий край, Ты нас вспоминай, Прощай, милый взгляд, Не все из нас придут назад. Летят-летят года, А песня — ты с нами всегда: Тебя мы помним, И в небе темном Горит солдатская звезда. Прощай, отчий край, Ты нас вспоминай, Прощай, милый взгляд, Прости-прощай, прости-прощай… | Много песен мы в сердце сложили, Воспевая родные края, Беззаветно тебя мы любили, Святорусская наша земля. Высоко ты главу поднимала, Словно солнце, твой лик воссиял, Но ты жертвою подлости стала Тех, кто предал тебя и продал. Припев: И снова в поход Господь нас зовет. Мы вновь встанем в строй И все пойдем в священный бой. Встань за Веру, Русская земля! Ждут победы России Святые, Отзовись православная рать! Где Илья твой и где твой Добрыня? Сыновей кличет Родина-мать. Под хоругви встанем мы смело Крестным ходом с молитвой пойдем, За Российское правое дело Кровь мы русскую честно прольем. Припев. Все мы - дети Великой Державы, Все мы помним заветы отцов, Ради знамени, чести и славы Не щади ни себя, ни врагов. Встань, Россия, из рабского плена. Дух победы зовет, в бой пора! Подними боевые знамена Ради Веры, Любви и Добра. Припев. | Этот марш не смолкал на перронах когда враг заслонял горизонт. С ним отцов наших в дымных вагонах Поезда увозили на фронт. Он Москву отстоял в сорок первом, В сорок пятом шагал на Берлин, Он с солдатом прошел до Победы По дорогам нелегких годин. Припев: И если в поход Страна позовет За край наш родной Мы все пойдем в священный бой! (2 раза) Шумят в полях хлеба. Шагает Отчизна моя К высотам счастья, Сквозь все ненастья — Дорогой мира и труда. Припев. | Когда надежды поют, как трубы, их зов дурманит, как сладкий дым. Они предельны, они сугубы, и так несложно поверить им. И вот - дорога, и вот - стоянка, вокзал и площадь - в цветах, в цветах. Восток дымится. Прощай, славянка! Трубач смеётся, шинель в крестах. Воспитан славой, к смертям причастен, попробуй вспомни, ловя цветы, какому зову ты был подвластен, какому слову поверил ты… Броня надёжна, тверда осанка, припев беспечен: всё "ай" да "эй"… А трубы просят: не плачь, славянка! Но как, скажите, не плакать ей? Пройдёт полвека. Другие губы обнимут страстно мундштук другой. И вновь надежды поют, как трубы. Поди попробуй, поспорь с трубой. А век не кончен, поход не начат. Вокзал и площадь - в цветах, в цветах. Трубач смеётся, славянка плачет, восток дымится. Земля в крестах. |

## Version de 1997
| Paroles de la version de 1997 | Paroles de la version de 1997 | Paroles de la version de 1997 |
| Russe | Translittération | Français |
| --- | --- | --- |
| Встань за Веру, Русская Земля! Много песен мы в сердце сложили, Воспевая родные края Беззаветно тебя мы любили, Святорусская наша земля. Высоко ты главу поднимала – Словно солнце твой лик воссиял. Но ты жертвою подлости стала – Тех, кто предал тебя и продал!                 | Vstan' za Veru, Russkaya Zemlya! Mnogo pesen my v serdtse slozhili, Vospevaya rodnyye kraya Bezzavetno tebya my lyubili, Svyatorusskaya nasha zemlya. Vysoko ty glavu podnimala – Slovno solntse tvoy lik vossiyal. No ty zhertvoyu podlosti stala – Tekh, kto predal tebya i prodal!              | Lève-toi, terre russe, défends ta foi ! Nous avons composé bien des chants dans nos cœurs Glorifiant la terre natale. Nous t'avons aimée quoi qu'il arrivât, Toi, notre Sainte terre russe. Tu as levé haut ta tête Ton visage a rayonné comme le soleil. Tu es devenue victime de la traîtrise par ceux qui t'ont trompée et vendue !                                                                                      |
| ПРИПЕВ: И снова в поход труба нас зовёт. Мы все встанем в строй И все пойдем в священный бой. | PRIPEV: I snova v pokhod truba nas zovot. My vse vstanem v stroy I vse poydem v svyashchennyy boy. | Refrain: Une nouvelle fois le clairon nous appelle ! Nous grossirons les rangs Et marcherons vers la sainte bataille. |
| Встань за Веру, Русская земля! Ждут победы России святые. Отзовись, православная рать! Где Илья твой и где твой Добрыня? Сыновей кличет Родина-мать. Под хоругви мы встанем все смело Крестным ходом с молитвой пойдём, За Российское правое дело Кровь мы русскую честно прольём. | Vstan' za Veru, Russkaya zemlya! Zhdut pobedy Rossii svyatyye. Otzovis', pravoslavnaya rat'! Gde Il'ya tvoy i gde tvoy Dobrynya? Synovey klichet Rodina-mat'. Pod khorugvi my vstanem vse smelo Krestnym khodom s molitvoy poydom, Za Rossiyskoye pravoye delo Krov' my russkuyu chestno prol'yom. | Lève-toi, terre russe, défends ta foi ! Les Saints attendent la victoire de la Russie. Répondez, défenseurs de la foi Orthodoxe ! Où est ton Ilya, Où est Dobrynia ? La mère appelle ses fils. Nous allons, en priant Pour la juste cause russe Verser honnêtement la sang russe. |
| ПРИПЕВ: И снова в поход труба нас зовёт. Мы все встанем в строй И все пойдем в священный бой. | PRIPEV: I snova v pokhod truba nas zovot. My vse vstanem v stroy I vse poydem v svyashchennyy boy. | Refrain: Une nouvelle fois le clairon nous appelle ! Nous grossirons les rangs Et marcherons vers la sainte bataille. |
| Встань за Веру, Русская Земля! Все мы – дети великой Державы, Все мы помним заветы отцов Ради Родины, Чести и Славы Не жалей ни себя, ни врагов. Встань, Россия, из рабского плена, Дух победы зовет: в бой, пора! Подними боевые знамена Ради Веры, Любви и Добра!                | Vstan' za Veru, Russkaya zemlya! Vse my – deti velikoy Derzhavy, Vse my pomnim zavety ottsov Radi Rodiny, Chesti i Slavy Ne zhaley ni sebya, ni vragov. Vstan', Rossiya, iz rabskogo plena, Dukh pobedy zovet: v boy, pora! Podnimi boyevyye znamena Radi Very, Lyubvi i Dobra!                    | Lève-toi, terre russe, défends ta foi ! Nous sommes tous les enfants d'une Grande Puissance, Nous nous souvenons tous des commandements de nos ancêtres : Pour le Drapeau, l'Honneur, la Gloire, N'ayez de pitié ni pour vous ni pour l'ennemi. Lève-toi, Russie, de ta prison d'esclave, L'esprit de la victoire t'appelle : il est temps de partir à la bataille ! Levez vos étendards Pour le Vrai, le Beau, et le Bien. |
| ПРИПЕВ: И снова в поход труба нас зовёт. Мы все встанем в строй И все пойдем в священный бой. | PRIPEV: I snova v pokhod truba nas zovot. My vse vstanem v stroy I vse poydem v svyashchennyy boy. | Refrain: Une nouvelle fois le clairon nous appelle ! Nous grossirons les rangs Et marcherons vers la sainte bataille. |